# 汶萊廣播電視台
汶萊广播电视台，簡稱汶广，是汶萊首相署轄下的国营广播機構，總部位於汶萊摩拉縣雙溪阿卡；旗下的電台廣播服務在1957年啟播；電視廣播服務則在1975年啟播。現時汶广擁有5條電台頻道，以及3條數碼地面電視頻道。

## 历史

### 广播电台
汶萊在1957年引入電台廣播服務，改變汶萊國民只能收聽鄰邦電台或者国际短波電台節目的局面；當時汶萊是英國的保護國。第28世汶萊蘇丹奧瑪阿里賽義夫汀三世在1953年制定第一個國家發展計劃，利用石油業帶來的收入改善民生，其中一項措施就是開辦廣播電台，促進官民溝通（汶萊政府旗下的媒體還包括《汶萊燈塔報》，不過當時汶萊絕大多數國民都是文盲，不會讀報）。汶萊政府從英國、新加坡、馬來亞和砂拉越招募技術人員，並於汶萊市（今斯里巴加灣市）中部設立廣播電台的錄音室和發射站。經過一個月的試驗廣播之後，汶萊廣播電台在1957年5月2日（開齋節假期期間）正式啟播，早期播放時段為每天晚上8時至8時45分，只播放馬來語節目。不久後電台延長播放時段，在晚上7時至9時45分播放節目，並引入英語（1957年底開始）、客家話、福建話、廣東話、尼泊爾語和原住民語言的節目。早期電台製作音樂、宗教、清談等類型的節目，購入英國廣播公司、澳洲廣播公司、馬來亞電台和砂拉越電台製作的節目，並轉播國內的體育賽事。汶萊廣播電台在1958年遷入新址，並於汶萊市和馬來奕搭建兩座AM發射站。這兩座發射台在1963年重修，另一座短波發射站也在同年啟用，至此汶萊廣播電台的信號已覆蓋汶萊全境，以及沙巴、砂拉越與汶萊接壤的地區:194-196。
1962年汶萊暴亂平息後，汶萊市面上開始發售電晶體收音機，同時政府購入大量電晶體收音機，賣給內陸地區的原住民，並准許他們分期付款，以鼓勵他們收聽電台節目。根據政府在1970年代初的估計，汶萊全國共有收音機15,000台，平均每100人擁有11台收音機。同期政府派員到兩個縣進行調查，結果發現調查範圍1194台收音機當中，聽眾自行購買的收音機只有70台，其餘的都是安裝在村莊和高腳屋的共用收音機。從1975年1月1日起，汶萊廣播電台改稱汶萊廣播電視台，負責管理國營電台和電視台，方便兩者之間的協調。雖然電視部的籌建工作令電台部剩下單薄的人力物力，不過電視發射站後來兼具發射調頻廣播訊號（FM）的功能，提高廣播訊號的覆蓋率。1977年，汶广開始以FM制式播放電台節目；1979年以後，電台部的錄音室進行翻新工程，為立體聲廣播鋪路。:196-199
汶广在1990年代中後期重組原有的電台頻道，並增設Pelangi FM（1995年）、Harmoni FM（1996年）和Nur Islam FM（1997年）三個電台頻道。此後馬來語內容改由Nasional FM負責，外語內容改由Pilihan FM負責。踏入21世紀以後，汶广先在2001年推出網上廣播服務，方便海內外聽眾收聽汶萊的電台節目，又在2007年開始進行數碼聲音廣播服務的技術測試。

### 电视台
1960年代末，汶萊政府原則上同意開辦電視台的計劃。及至1970年代初，由於馬來西亞廣播電視台在京那峇魯山搭建發射台，容許汶萊沿岸地區的居民收看馬來西亞的電視節目，所以以蘇丹哈桑纳尔·博尔基亚為首的政府認為汶萊有需要重啓數年前由於經濟問題一度擱置的電視台計劃，以維護公眾利益，並凸顯汶萊獨立於馬來西亞的特質。汶萊政府在1974年迅速完成相關的研究，並通過電視台計劃。政府採用包機運送電視發射站需要安裝的器材，從英國、馬來西亞和香港延聘管理人員、技術人員，並從電台部抽調員工（由新加坡廣播電視台的員工負責訓練），以飛快的速度完成電視台的籌建工作:198。
1975年3月，汶广開始在斯里巴加灣市附近的武吉蘇木（Bukit Subok）試播彩色電視節目，並從同年7月9日起播放定期的電視節目，成為東南亞首批播放彩色電視節目的電視台之一。1976年，另一座位於汶萊西部地區的發射站投入服務，至此電視訊號已覆蓋汶萊全境。電視部在1979年遷入新址，結束與電台部合署辦公的局面。:198-199
1994年，汶广推出衛星頻道，使用印尼衛星向鄰近地區播放自家製作的節目，以擴大其影響力。汶萊在2009年引入數碼地面電視廣播服務，並在同時推出五條數碼頻道，配合技術發展和競爭需求。至2014年1月當局已在武吉蘇木和馬來奕縣安都勞（Andulau）搭建兩座數碼地面電視發射站，以DVB-T2制式播放電視節目。按照計劃，汶萊於2017年分期終止模擬地面電視廣播服務。

## 旗下頻道

### 電台頻道
汶广擁有五個電台頻道，包括Nasional FM（92.3／93.8，綜合頻道）、Pilihan FM（95.9／96.9，外語頻道，播放英語、華語、尼泊爾語節目，华语时段呼号“汶广中文台”）、Pelangi FM（91.4／91.0，青少年頻道）、Harmoni FM（94.1／97.7，家庭頻道）和Nur Islam FM（93.3／94.9，宗教頻道），全部節目採用FM制式播放。另外還有兩條電台頻道以數碼制式進行實驗廣播，不過數碼聲音廣播試驗服務的覆蓋範圍僅限於斯里巴加灣市。根據汶廣所進行的統計，2019年至2020年期間，汶廣五條電台頻道的聽眾佔當地總人口的96%。

### 電視頻道
2017年4月，汶广重組旗下的電視頻道，第一台（資訊頻道）、第五台（宗教頻道）合併為第一頻道（RTB Perdana），第二台（娛樂頻道）、第三台（高清頻道）合併為綜藝頻道（RTB Aneka），第四台（國際頻道）改稱Sukmaindera頻道（RTB Sukmaindera），全部節目採用數碼制式播放。根據汶廣所進行的統計，2019年至2020年期間，汶广三條電視頻道的觀眾佔當地總人口的85%，其中新聞節目的收視率為90%。